# هوارد كيرين
هوارد ديفيد كيرين طبيب أمريكي متخصص في الأنف والأذن والحنجرة، وجراح تجميلي، ورجل أعمال. وهو أستاذ مساعد في قسم الأنف والأذن والحنجرة في جامعة توماس جيفرسون، وشريك مؤسس ومدير مشارك في مركز رأب وتجميل الوجه بمستشفى الجامعة. يشغل كيرين منصب كبير الأطباء في شركة StartUp Health، وهي شركة استثمار مغامر في مجال التكنولوجيا الصحية. وهو زوج آشلي بايدن، ابنة جو بايدن الرئيس المنتخب للولايات المتحدة. وقد عمل في مجلس إدارة مبادرة بايدن لعلاج السرطان في الفترة من 2017 إلى 2019. كما نصح كيرين حملة جو بايدن الرئاسية 2020 بشكل غير رسمي فيما يتعلق بمواجهة جائحة فيروس كورونا.

## النشأة والتعليم
وُلد كيرين ونشأ في تل الكرز في نيو جيرسي.   وهو نجل ستانلي كيرين، المدير التنفيذي للتأمين والمدير السابق للتسويق في شركة Aetna، وBrenda Ferne "Bunny" Lipner Krein وهي مساعد طبيب في قسم القلب في مستشفى جامعة كوبر.   ينحدر من عائلة يهودية.
في سن المراهقة، تنافس كيرين في CowTown، وهي مسابقة رعاة البقر الأسبوعية التي تُقام في الصيف في Pilesgrove، في نيو جيرسي.   تطوّع كرجل إطفاء في سن السادسة عشرة.
حصل كيرين على البكالوريوس في علم الأحياء ودرجة الماجستير في علم الأعصاب من جامعة روتجرز.    حصل على درجة الدكتوراه في الخلية وعلم الأحياء النمائي من جامعة الطب وطب الأسنان في نيو جيرسي - مدرسة طب روبرت وود جونسون في عام 1996.   تخرج من كُلْيّة الطب في جامعة توماس جيفرسون في عام 2000. حيث أكمل فترة التدريب في طب الطوارئ والجراحة العامة والإقامة في طب الأنف والأذن والحنجرة في جيفرسون. أتمّ الزمالة في الجراحة التجميلية والترميمية للوجه في كُلْيّة الطب في فيرجينيا. 

## مسار وظيفي

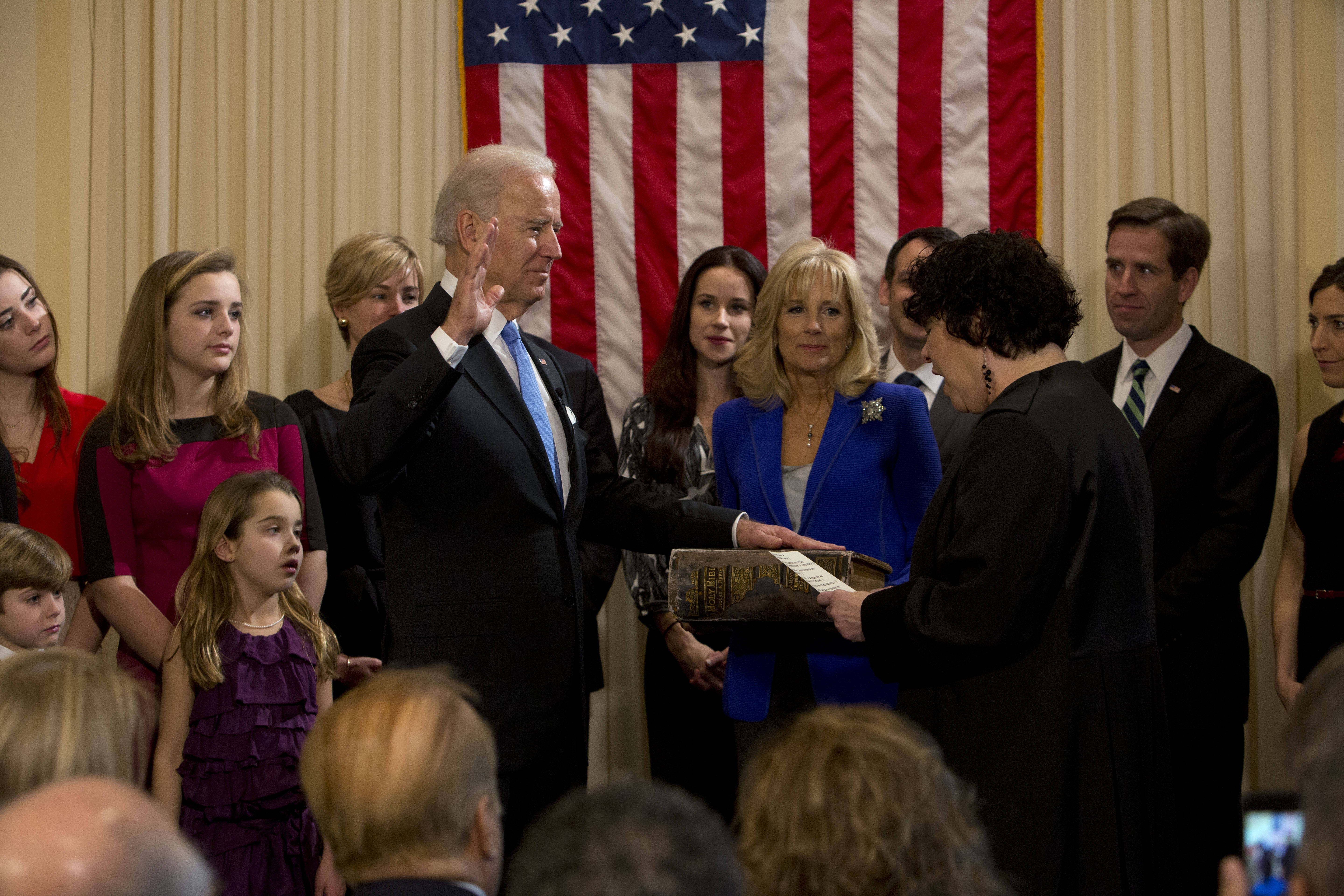
كيرين وأفراد من عائلة بايدن في حفل أداء اليمين لجو بايدن عام 2013.

يُعد اختصاصي الأنف والأذن والحنجرة كيرين طبيباً مجازًا من المجلس وقد تخصص في جراحة تجميل وترميم الوجه.    تطوّع في المستشفى الدُّوَليّ للأطفال، حيث أجرى عمليات جراحية للأطفال الذين يعانون من تشوهات في الوجه في مدينة بليز.    يتطوع كيرين أيضًا مع Faces of Honor، حيث يجري الجراحة الترميمية لضحايا العنف المنزلي وقدامى المحاربين في الحرب في أفغانستان والصراع العراقي.
يعمل في مستشفى جامعة توماس جيفرسون في فيلادلفيا.    كان أستاذًا مساعدًا في قسم الأذن والأنف والحنجرة بجامعة توماس جيفرسون منذ عام 2007.  منذ عام 2016، شغل منصب المدير الأقدم للسياسة الصحية والابتكار في مركز سيدني كيميل للسرطان.   كيرين شريك مؤسس ومدير مشارك لمركز هربرت كين التابع للمستشفى لتجميل الوجه. 
منذ عام 2011، شَغَل كيرين منصب كبير الأطباء في شركة StartUp Health، المعروفة سابقاً باسم Organized Wisdom، وهي شركة استثمار مغامر في مجال التكنولوجيا الصحية.     استمالت الشركة -برئاسة أخو كيرين كرئيس تنفيذي لها- الحكومة بشأن لوائح تكنولوجيا الصناعة الصحية في 2018.  يعمل كيرين في شركة StartUp Health كمستشار طبي إستراتيجي لشركات الصحة الرقمية الدولية. 
كان عضوًا في مجلس إدارة مبادرة بايدن لعلاج السرطان في الفترة من 2017 إلى 2019.   حضر حفل الافتتاح الرسمي في جامعة بنسلفانيا ودعم المبادرة في المنتدى الاقتصادي العالمي في دافوس.  كان أيضًا مستثمرًا في المبادرة.
في عام 2018، دُعي كيرين كمتحدث في المؤتمر الدُّوَليّ الرابع للمجلس البابوي للثقافة والمؤسسة الكوريا الرومانية لتوحيد الجهود من أجل العلاج في الفاتيكان، مستضيفاً اللائحة بالأهداف العشرة للHealth Moonshots: كيف يحقق جيش عالمي من المتحولين الصحيين حلماً مستحيلاً.  
عمل كيرين كمستشار للحملة الرئاسية لجو بايدن 2020 بشأن مواجهة جائحة فيروس كورونا.    تعمل شركة StartUp Health على مبادرة للاستثمار في شركات الرعاية الصحية الناشئة مقدمةً حلولاً بشأن الجائحة العالمية منذ شهر مارس عام 2020. تسبب دور كيرين في حملة بايدن؛ في وجود تحفظات بشأن تضارب المصالح، في أثناء عمله مديرا تنفيذيا لشركة تكنولوجيا صحية.    في عام 2011، قدّمت شركة StartUp Health كيرين كمستشار في حكومة أوباما. صرح كيرين أنه ليس له دوراً رسمياً في حملة بايدن ولكنه شارك بملاحظات إرشادية تتعلق بفيروس كورونا بناءً على خبرته في علاج المرضى ومشاركته في التنسيق لمواجهة تفشّي المرض في مستشفى جامعة توماس جيفرسون.

## الحياة الشخصية
يعتنق كيرين اليهودية، ومسجّل كديموقراطي.  
بدأ مواعدة آشلي بايدن -ناشطة اجتماعية وابنة جو بايدن نائب رئيس الولايات المتحدة السابق والسيدة الثانية جيل بايدن- بعد أن عرّفه بها أخوها بو بايدن في 2010.   وأقاما حفل زواج مختلط بين الكاثوليكية واليهودية في كنيسة سانت جوزيف في برانديواين في جرينفيل، بولاية ديلاوير. أحيى البابا ديفيد ميرفي شعائر القداس الكاثوليكي بمساعدة الحاخام جوزيف فورمان.  يعيش كيرين مع زوجته في ولاية فيلادلفيا. 